# Syamsul Chaeruddin
Syamsul Bachri Chaeruddin (Makassar, 9 febbraio 1983) è un calciatore indonesiano, centrocampista del PSM Makassar.

## Carriera

### Club
Comincia a giocare al PSM Makassar. Nel 2010 passa al Persija. Nel 2011 si trasferisce allo Sriwijaya. Nel 2013 viene acquistato dal PSM Makassar.

### Nazionale
Ha debuttato in nazionale nel 2004. Ha partecipato, con la nazionale, alla Coppa d'Asia 2004 e alla Coppa d'Asia 2007. Ha collezionato in totale, con la maglia della nazionale, 35 presenze.